# Ruge
Ruge ist ein deutscher Familienname.

## Namensträger
- Antje Ruge (1921–2006), deutsche Schauspielerin
- Arnold Ruge (1802–1880), deutscher Schriftsteller
- Arnold Ruge (Philosoph) (1881–1945), deutscher Philosoph und völkischer Nationalist
- Arthur C. Ruge (1905–2000), US-amerikanischer Ingenieur und Erfinder
- Boris Ruge (* 1962), deutscher Diplomat
- Carl Ruge (1846–1926), deutscher Pathologe
- Clara Ruge (1856–1937), österreichisch-amerikanische Schriftstellerin, Journalistin und Malerin
- Desi Ruge († 2000), deutsche Schriftstellerin
- Doris Ruge (* 1946), deutsche Lektorin und Schriftstellerin
- Elisabeth Ruge (Journalistin) (* 1936), deutsche Journalistin und Schriftstellerin
- Elisabeth Ruge (* 1960), deutsche Lektorin und Verlegerin
- Ernst Ruge (1878–1953), deutscher Mediziner und Bürgermeister
- Eugen Ruge (* 1954), deutscher Autor und Regisseur
- Friedrich Ruge (1894–1985), deutscher Admiral
- Georg Ruge (1852–1919), deutscher Anatom
- Gerd Ruge (1928–2021), deutscher Journalist
- Gesine Ruge (* 1985), deutsche Kanutin
- Hans Ruge (* 1940), schwedisch-deutscher Neogräzist
- Heinrich Ruge (1896–1977), deutscher Militärhygieniker, Tropenmediziner und Hochschullehrer
- Helmut Ruge (1940–2014), deutscher Kabarettist
- Ingolf Ruge (* 1934), deutscher Elektroingenieur
- Jens Ruge (1938–2015), deutscher Politiker (FDP)
- Karl Ruge (1903–1964), deutscher Gewerkschaftspolitiker
- Ladina Meier-Ruge (* 1992), Schweizer Biathletin
- Manfred Ruge (* 1945), deutscher Kommunalpolitiker (CDU)
- Max Ruge (1853–1893), deutscher Gymnasiallehrer, Stadtschulinspektor und MdR
- Michel Ruge (* 1969), deutscher Schauspieler
- Nina Ruge (* 1956), deutsche Fernsehmoderatorin und Autorin
- Otto Ruge (1882–1961), norwegischer General
- Peter Ruge (Cartoonist) (* 1946), deutscher Cartoonist
- Peter Ruge (Architekt) (* 1959), deutscher Architekt
- Reinhard Ruge (* 1934), deutscher Kirchenmusiker und Orgelsachverständiger
- Reinhold Ruge (1862–1936), deutscher Sanitätsoffizier, Obergeneralarzt und Hochschullehrer
- Simon Ruge (1924–2013), deutscher Grafiker und Schriftsteller
- Sophus Ruge (1831–1903), deutscher Geograf
- Sybille Ruge (* 1963), deutsche Schriftstellerin
- Uta Ruge (* 1953), deutsche Publizistin
- Walter Ruge (1915–2011), deutscher Publizist
- Walther Ruge (1865–1943), deutscher Geograf und Kartograf
- Willi Ruge (1892–1961), auch: Willi Ernst Karl Ruge, deutscher Fotograf, Kriegsberichterstatter und Kameramann
- Wolfgang Ruge (1917–2006), deutscher Historiker